# نضناض قصير المنقار
نضناض قصير المنقار أو قنفذ النمل قصير المنقار (Tachyglossus aculeatus) هو واحد من أربعة أنواع حية من النضناض والعضو الوحيد في جنسه Tachyglossus. وهو مغطى بالفراء والأشواك وله أنف مميز ولسان متخصص يستخدمه للقبض على فريسته من الحشرات بسرعة كبيرة. وعلى غرار الأحاديات الأخرى الموجودة، فإن النضناض قصير المنقار يضع البيض. إن أحاديات المسلك هي المجموعة الحية الوحيدة من الثدييات التي تقوم بذلك.   
يمتلك النضناض قصير المنقار أطرافًا ومخالب أمامية قوية للغاية، ما يسمح له بالحفر بسرعة وبقوة كبيرة. نظرًا إلى أنه يحتاج إلى البقاء على قيد الحياة تحت الأرض، فإنه يتحمل مستويات عالية من ثاني أكسيد الكربون ومستويات منخفضة من الأكسجين. ليس لديها أسلحة أو قدرة قتالية لكنها تصد الحيوانات المفترسة بواسطة الالتفاف على الكرة وردعها بأشواكها. يفتقر إلى القدرة على التعرق ولا يمكنه التعامل مع الحرارة جيدًا، لذلك يميل إلى تجنب النشاط النهاري في الطقس الحار. يمكنه السباحة إذا لزم الأمر. يحتوي الخطم على مستقبلات ميكانيكية ومستقبلات كهربائية تساعده على اكتشاف محيطه.
خلال فصل الشتاء الأسترالي، يدخل في سبات عميق وبيات، ما يقلل من عملية الأيض لتوفير الطاقة. مع ارتفاع درجة الحرارة، يظهر للتزاوج. تضع إناث قنفذ النمل بيضة واحدة في السنة، وفترة التزاوج هي المرة الوحيدة التي تلتقي فيها الحيوانات المنفردة معًا، ليس للذكر أي اتصال بالأنثى أو نسله بعد التزاوج. يبلغ حجم الكائن حديث الولادة حجم حبة العنب لكنه ينمو بسرعة على حليب الأم الغني جدًا بالمغذيات. ينمو قنفذ النمل الصغير في النهاية بدرجة كبيرة جدًا ويصبح شائكًا ويبقى في الجراب، وبعد نحو سبعة أسابيع من الفقس، يُطرد من الجراب إلى جحر الأم. في نحو ستة أشهر من العمر، يغادرون الجحر. إن إدخال الأنواع والطفيليات المفترسة الأجنبية، قلل من انتشارها في أستراليا.

## التصنيف والتسمية
وصف النضناض قصير المنقار أول مرة جورج شو سنة 1792. وأطلق على النوع Myrmecophaga aculeata، معتقدًا أنه قد يكون مرتبطًا بآكل النمل العملاق. منذ أن وصف شو النوع للمرة الأولى، خضع اسمه لأربعة مراجعات: من M. aculeata إلى Ornithorhynchus hystrix و Echidna hystrix و Echidna aculeata وأخيرا Tachyglossus aculeatus يعني اسم Tachyglossus «اللسان السريع»، في إشارة إلى السرعة التي يستخدم بها الكائن لسانه لاصطياد النمل والنمل الأبيض، ويعني aculeatus «شوكي»  أو «مُجهز بأشواك».
يعد النضناض قصير المنقار العضو الوحيد من جنسه، يتشارك عائلة Tachyglossidae مع الأنواع الموجودة من جنس Zaglossus  الموجودة في غينيا الجديدة. تعد أنواع الزاجلوس، التي تشمل النضناض الغربي طويل المنقار، والشرقي ذو المنقار الطويل والسير ديفيد طويل المنقار، أكبر بكثير من النوع T. aculeatus،  وتتكون وجباتهم الغذائية غالبًا من الديدان واليرقات بدلاً من النمل والنمل الأبيض. أنواع Tachyglossidae هي ثدييات تبيض. بجانب عائلة بطية المنقار ذات الصلة، هم أحاديات المسلك الوحيدة الموجودة في العالم.
عُثر على النُّويعات الخمسة من النضناض قصير المنقار في مواقع جغرافية مختلفة. تختلف الأنواع الفرعية أيضًا عن بعضها في الشعر، وطول العمود الفقري وعرضه،  وحجم مخالب الاستمالة على أقدامهم الخلفية.
T. a. acanthion. عُثر عليه في الإقليم الشمالي وغرب أستراليا.
T. a. aculeatus. موجود في كوينزلاند ونيو ساوث ويلز وجنوب أستراليا وفيكتوريا.
T. a. lawesii.  عُثر عليه في المناطق الساحلية ومرتفعات غينيا الجديدة، وربما في الغابات المطيرة في شمال شرق كوينزلاند.
T. a. multiaculeatus. عُثر عليه في جزيرة الكنغر.
T. a. setosus. عُثر عليه في تسمانيا وبعض الجزر في مضيق باس.
تعود أقدم حفريات النضناض قصير المنقار منذ نحو 15 مليون سنة إلى حقبة الميوسين، وعُثر على أقدم العينات في الكهوف في جنوب أستراليا، غالبًا مع حفريات النضناض طويل المنقار من نفس الفترة. يعد النضناض القديم قصير المنقار متطابقًا مع أحفاده المعاصرين باستثناء أسلافه الأصغر بنحو 10٪. هذا «التقزم ما بعد العصر الجليدي» يؤثر في العديد من الثدييات الأسترالية. جزء من آخر إشعاع للثدييات الأحادية، يُعتقد أن النضناض قد تباعد تطوريًا عن خلد الماء منذ نحو 66 مليون سنة، بين العصرين الطباشيري والثالثي. مع ذلك، لم يتم تتبع تراث النضناض قبل العصر الجليدي حتى الآن، ونقص الأسنان في الحفريات التي عُثر عليها حتى الآن جعل من المستحيل استخدام أدلة الأسنان.